# Левчин, Рафаэль Залманович
Рафаэ́ль За́лманович Ле́вчин (27 сентября 1946, Джанкой, Крымская область — 7 августа 2013, Чикаго, Иллинойс) — русский поэт, прозаик, драматург, переводчик, эссеист. Представитель метареализма.
 

## Биография
Родился 27 сентября 1946 в городе Джанкой. Отец был председателем колхоза, а мать — учительницей в средней школе. Был назван в честь художника Рафаэля Санти. Полное имя, как утверждал поэт, должно было быть — Рафаэль Залманович Левчин де Оливейра: «Что до фамилии „Левчин“, то корень „лев“ означает, что я — отдалённый потомок левитов. Ну и, наконец, де Оливейра: согласно семейным легендам, мы — потомки португальских евреев, бежавших от инквизиции».
В 1965—1969 годах учился на химическом факультете Ленинградского института текстильной и лёгкой промышленности (ЛИТЛП), где познакомился со своей женой Эльвиной Зельцман, ставшей впоследствии и соавтором многих его произведений.
В 1970—1991 годах жил в Киеве. Окончил Литературный институт имени А. М. Горького (1977—1983). После окончания института возвращается из Москвы в Киев, где участвует во многих неформальных творческих группах: «Литтеррористов», «Чен-Дзю» (организаторов Ченцовых и Дзюбы); в театре-студии «Театральный Клуб», в Театре-на-Подоле, «Глоссолалии» Юрия Зморовича, и др.
Как поэт состоял в группе литераторов, которые создали метареализм — течение в русскоязычной поэзии конца 70-х-начала 90-х гг. XX века, означающее «метафизический реализм», а также «метафорический реализм». Среди участников Юрий Арабов, Аркадий Драгомощенко, Иван Жданов, Александр Иличевский, Константин Кедров, Рафаэль Левчин, Алексей Парщиков, Сергей Соловьев и др. В 1975 году состоялась его первая публикация — фантастический рассказ «По спирали» в журнале «Знание — сила», после чего начал активно заниматься творчеством. Был членом Клуба киевских любителей фантастики (КЛФ) «Световид», «Перевал» и «Зоряный шлях», в котором в начале 1990-х выпускался фэнзин на английском языке «Chernobylization». Затем стал руководителем кружка любителей фантастики при киевском Дворце пионеров, увлек этим жанром и своих сыновей.
Особую известность получил он как переводчик — с польского, словацкого, немецкого, английского, эритрейского, но в первую очередь с украинского. Известны переводы романа Тараса Прохасько «Непростые», ставшего событием 2009 года; Валерия Шевчука, поэзии Анатоля Степаненко Анатоля Степаненко
Вел переписку и встречался с поэтом Иосифом Бродским. Общался с кругом киевского андеграудного художника В. Баклицкого, обучаясь у него керамике.
Как художник состоял в группе «39,2 °», организованной в 1988 году в Киеве. В её состав входили: Юрий Вакуленко, Владимир Архипов, Констянтин Самойленко , Александр Кузнецов и Рафаэль Левчин (не постоянно). Группа неоднократно устраивала выставки в Польше, Украине, Италии других странах.
В 1991 году переехал в Чикаго, жил в Эванстоне и Скоки.
Участник различных международных проектов, в том числе «Агасфер» (Москва, 1991), «Театр слова» (Калининград, 1995), EyeRhymes (Эдмонтон, 1997), GeZelle (Брюгге, 1999). Публикации в журналах и альманахах «Многоточие», «Новый Круг», «Черновик», «Ойкумена», «Мы Пришли!», «Звезда Востока», «Соты», «Стетоскоп», «Комментарии», KTO ZDES’, «Слово писателя». Вышли книги стихотворений в авторском оформлении «ВОДАогонь» (СПб., 1996), Ludus Danielis (М., 2003), сборник фантастической прозы «Окончательный текст и другие идиллии» (Киев, 2006) (в соавторстве с Александром Черновым; сборник стихов «Избранное» (Киев, 2006). C 2000 года — публикации в Интернете.
Участник выставок (коллаж, графика, керамика, бук-арт). Работы в частных коллекциях в Москве, Киеве, Калининграде, Кракове, Чикаго, Майами, Мехико.
Издатель, главный редактор, главный художник многоязычного самиздат-журнала «REFLECT… КУАДУСЕШЩТ». Внештатный сотрудник International Theater Ensemble.

## Семья
- Жена (с 1970 года) — Эльвина (Лилия) Пинхасовна Зельцман (род. 1949), однокурсница по ЛИТЛП; мультимедийный художник, фотограф, переводчик; в США работала программистом[8][9][10]. Её отец, Пинхас Аврумович Зельцман, геофизик, изобретатель, научный сотрудник опытно-конструкторского бюро геофизического приборостроения Объединения «Укргеофизика», автор монографии «Конструирование аппаратуры для геофизических исследований скважин» (М.: Недра, 1968)[11]; мать — Фрима Иосифовна Лукацкая, астрофизик, научный сотрудник Главной астрономической обсерватории АН УССР, автор монографий «Статистическое исследование блеска неправильных и полуправильных переменных звёзд» (Киев: Наукова думка, 1969) и «Изменение блеска и цвета нестационарных звёзд» (Киев: Наукова думка, 1977)[12][13][14]. Рафаэль Левчин и Эльвина Зельцман вместе занимались издательской деятельностью, переводами художественной литературы, мультимедийными перформансами.
  - Сыновья — веб-разработчик Макс Левчин, переводчик русской литературы Сергей Левчин[15].